# Lex Immers
Alexander „Lex“ Immers (* 8. června 1986, Rotterdam, Nizozemsko) je nizozemský fotbalový záložník, v současnosti hráč velšského klubu cardiff city FC.

## Klubová kariéra
V Nizozemsku působil profesionálně v klubech ADO Den Haag a Feyenoord poté v létě 2016 přestoupil do carrdiff city FC.